# Église Saint-Étienne Martyr de Niozelles
L'église Saint-Étienne Martyr, est une église de style roman située sur la commune de Niozelles dans le département des Alpes-de-Haute-Provence en France.

## Histoire
L'église Saint-Étienne, dont le second patron est Saint-Alban, est plus ancienne encore que le château seigneurial de Niozelles, érigé au XVIe siècle. Son chœur et le collatéral sont en effet datés du XIVe siècle, tandis que la nef et la façade ont été construites en 1681.
La statue de la Vierge à l'Enfant du XVIe siècle, le tableau de la Lapidation de Saint-Étienne (1807), les bustes reliquaires du XVIIIe siècle de Saint-Étienne et de Saint-Alban (qui se trouvent dans le chœur), ainsi que le tableau du XIXe siècle de la Sainte Famille (à l'entrée de l'église) ont traversé les siècles.
En revanche, les peintures murales du XVIIIe siècle/XIXe siècle qui ornaient l’intérieur de l'église (dont certaines sont l’œuvre du peintre marseillais Lamberti) ont été recouvertes d'une couche de peinture blanche après le Concile Vatican II.

## Architecture
L'église est de style roman. La restauration de l'intérieur de L'église Saint-Étienne,  a été impulsé et pensé par Monsieur Dominique Gravier-Dutaud, fondateur et Président de l'association Saint-Étienne de Niozelles, alors habitant de la commune, puis élu au conseil municipal, ce qui a permis de voir grâce à son dynamisme : la création et la restauration des vitraux, du mobilier liturgique, et de nouvelles fresques représentant La Sainte Trinité et la Splendeur de la Croix, le tout magnifié par un nouvel éclairage qui met en valeur notamment le chœur et les voûtes restaurées, avec un ciel bleu lapis-lazuli et les étoiles d'or et d'argent, les nouvelles fresques. Sans oublier la mise en couleur de la petite voûte du baptistère, avec son ciel et la lumière du soleil qui symbolise le Saint Esprit.